# St. Gangloff
St. Gangloff é um município da Alemanha localizado no distrito de Saale-Holzland, estado de Turíngia.
Pertence ao Verwaltungsgemeinschaft de Hermsdorf.